# Batalha de Marcela
A Batalha de Marcela (em búlgaro: Битката при Маркели; em grego: Μάχη των Μαρκελλών; em latim: Marcellae) foi um conflito ocorrido em 792 em Marcela, próximo da moderna cidade de Karnobat no sudeste da Bulgária. Não deve ser confundido com a batalha que havia ocorrido anteriormente no mesmo local. Uma arma chamada arcanos (arkani) foi usada pelos búlgaros nesta batalha: o arcanos consistia de uma longa vara com um anexo semelhante a um laço em uma extremidade. Foi uma excelente arma contra cavalaria podendo um guerreiro habilidoso facilmente puxar o cavaleiro de sua sela.

## Prelúdio
No final do século VIII, a Império Búlgaro superou uma crise interna após o fim do reinado do clã Dulo. Os cãs Telerigue e Cardamo conseguiram consolidar a autoridade central e colocar um fim nas disputas entre a nobreza. Os búlgaros finalmente tinham a oportunidade de intensificar suas campanhas na Macedônia e anexar a região e a população eslava de seus estados. Em 789, eles penetraram profundamente no vale do Estrimão e pesadamente derrotaram os bizantinos, matando o estratego da Trácia Filites. A fim de distrair a atenção búlgara da Macedônia, o imperador bizantino Constantino VI começou uma campanha no nordeste da Trácia em abril de 791. Os exércitos encontraram-se próximo da fortaleza de Provat (20 km a leste de Adrianópolis e as forças bizantinas foram forçadas a se retirar mas sua derrota não foi decisiva e no ano seguinte a campanha foi renovada.

## Batalha
No verão do mesmo ano, Constantino VI liderou seu exército ao norte e em 20 e julho foi confrontado pelos búlgaros comandados por Cardamo próximo da castelo fronteiriço de Marcela. Os búlgaros tinham construído muralhas bloqueando as estradas da  passagem Rish e da capital Plisca. Por vários dias o imperador não se atreveu a atacar, mas pelo final de julho foi convencido por "astrólogos falsos" (de acordo com o cronista bizantino Teófanes, o Confessor) que as estrelas prognosticavam vitória. Antes do começo da batalha, enquanto esperavam o assalto bizantino, o governante búlgaro secretamente colocou parte de sua cavalaria atrás das colinas que circundavam o campo de batalha.
Devido ao terreno acidentado, o exército bizantino quebrou a formação. Tomando vantagem deste erro, Cardamo ordenou um contra-ataque que trouxe aos búlgaros um grande sucesso. A cavalaria búlgara circundou os bizantinos e cortou seu caminho de volta ao seu acampamento fortificado e a fortaleza de Marcela. Os búlgaros pegaram os suprimentos, o tesouro e a tenda do imperador. Eles perseguiram Constantino VI para Constantinopla matando um grande número de solados. Muitos comandantes bizantinos e oficiais pereceram na batalha.

## Rescaldo
Após a derrota, Constantino VI concluiu paz com Cardamo garantindo-lhe pagamento de tributo. Quatro anos depois (em 796) o imperador interrompeu os pagamentos e liderou uma nova guerra na Trácia que terminou sem nenhuma batalha decisiva. As hostilidades entre o Império Búlgaro e o Império Bizantino continuaram sob o sucessor de Cardamo, Crum.
A vitória teve grande significado político. Décadas de crise havia sido superadas e os bizantinos foram novamente forçados a pagar tributo. O Império Búlgaro entrou no século IX consolidado, forte e unido o que foi um fator importante para a sequência de vitórias de Crum contra os bizantinos.